# Anepipodisma
Anepipodisma is een geslacht van rechtvleugeligen uit de familie Dericorythidae. De wetenschappelijke naam van dit geslacht is voor het eerst geldig gepubliceerd in 1984 door Huang.

## Soorten
Het geslacht Anepipodisma  is monotypisch en omvat slechts de volgende soort:
- Anepipodisma punctata (Huang, 1984)